# Сиейро, Адриан
Адриан Сиейро (исп. Adrián Sieiro Barreiro; 7 декабря 1992) — испанский гребец на каноэ, двукратный чемпион мира, двукратный чемпион Европы, призёр чемпионатов мира и Европы.

## Карьера
В 2018 году на чемпионате Европы в Белграде стал бронзовым призёром в заездах на каноэ-двойках на дистанции 1000 метров.
В Мюнхене, на европейском первенстве, в заездах на каноэ-двойках на дистанции 500 метров стал чемпионом. На чемпионате мира 2022 года в Галифаксе завоевал золото в составе испанской каноэ-четвёрки на дистанции 500 метров.
В Дуйсбурге, на чемпионате мира 2023 года, стал двукратным чемпионом мира, выиграв в составе испанской каноэ-четвёрки золотую медаль.
На Чемпионате Европы, в июне 2024 года, в Сегеде, стал бронзовым призёром в каноэ-двойках на дистанции 200 метров.
В Самарканде, на чемпионате мира 2024 года, который состоялся сразу же после Олимпийских игр, Мануэль в смешанных каноэ-четвёрках в составе испанского коллектива на дистанции 500 метров завоевал бронзовую медаль.
В 2025 году на чемпионате Европы в Рачице в смешанной четвёрки на дистанции 500 метров стал чемпионом континента. В каноэ-двойках стал серебряным призёром. 